# Bundesstraße 427
Pour les articles homonymes, voir B427 et Route 427.
La Bundesstraße 427 est une Bundesstraße du Land de Rhénanie-Palatinat.

## Géographie
La Bundesstraße 427 débute au rond-point à la desserte de la sortie de Kandel-Mitte de la Bundesautobahn 65 et traverse Kandel en direction du sud-ouest. La B 427 continue par Minfeld et tourne vers le nord-ouest sur la place de la ville. La route traverse des champs, franchit le Pfälzische Maximiliansbahn et se dirige vers l'ouest à travers Winden, où elle franchit de nouveau le Pfälzische Maximiliansbahn, après Hergersweiler, Oberhausen et Kapellen-Drusweiler. Après le croisement avec la Bundesstraße 38 et la Bundesstraße 48, la B 427 atteint Bad Bergzabern qu'elle quitte en direction nord-ouest dans une zone forestière. La route traverse les communes de Birkenhördt et Lauterschwan vers l'ouest, quitte à nouveau la forêt en direction du nord-ouest et traverse Busenberg. La B 427 suit à partir de Reichenbach la Wieslauterbahn et atteint Hinterweidenthal, où elle croise la Bundesstraße 10.

## Source
- (de) Cet article est partiellement ou en totalité issu de l’article de Wikipédia en allemand intitulé « Bundesstraße 427 » (voir la liste des auteurs).

1. ↑  (de) Verbandsgemeinde Kandel, Ortsgemeinde Winden : Bebauungsplan „Sondergebiet Photovoltaik“, 2020, 13 p. (lire en ligne)